# Trosťanecký rajón (Sumská oblast)
Trosťanecký rajón (ukrajinsky Тростянецький район) byl rajón v Sumské oblasti na Ukrajině. Hlavním městem byl Trosťanec a rajón měl přibližně 35 tisíc  obyvatel. 

## Sídla v rajónu
- Trosťanec